# Tehuelche (motocicleta)

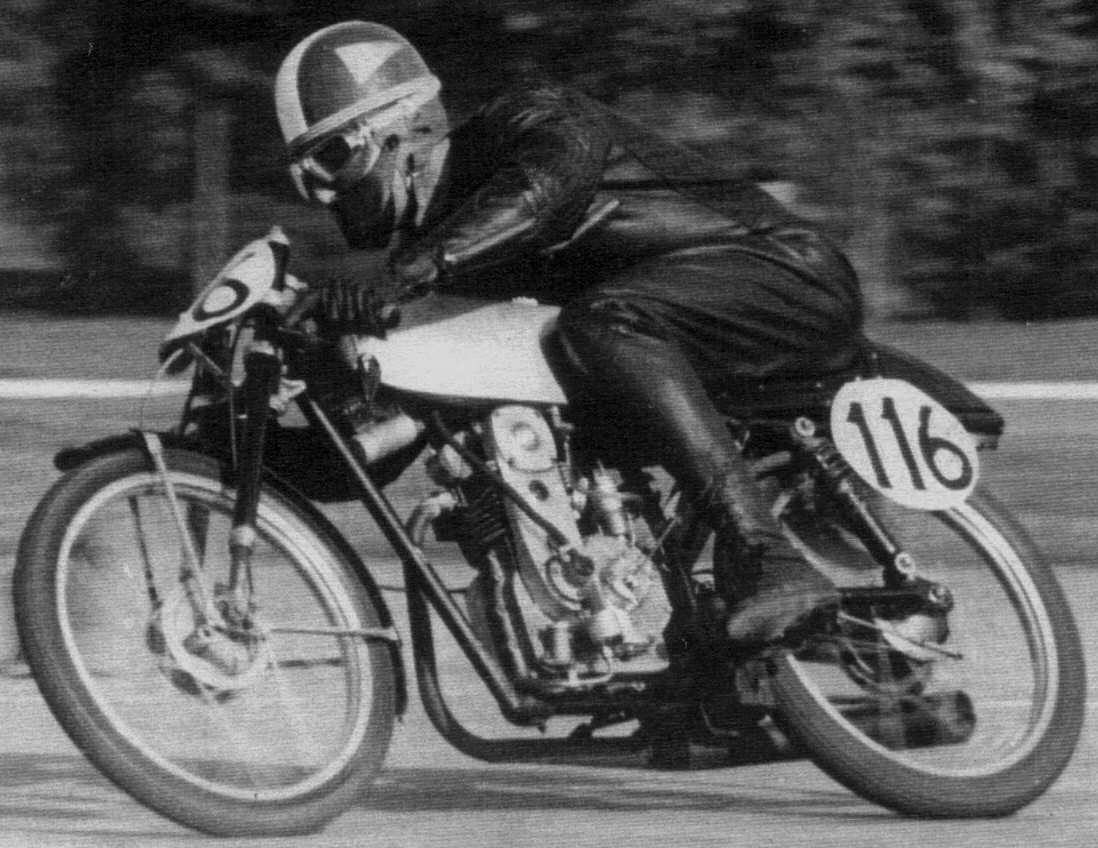
Tehuelche con Alberto Gomez en 1964.

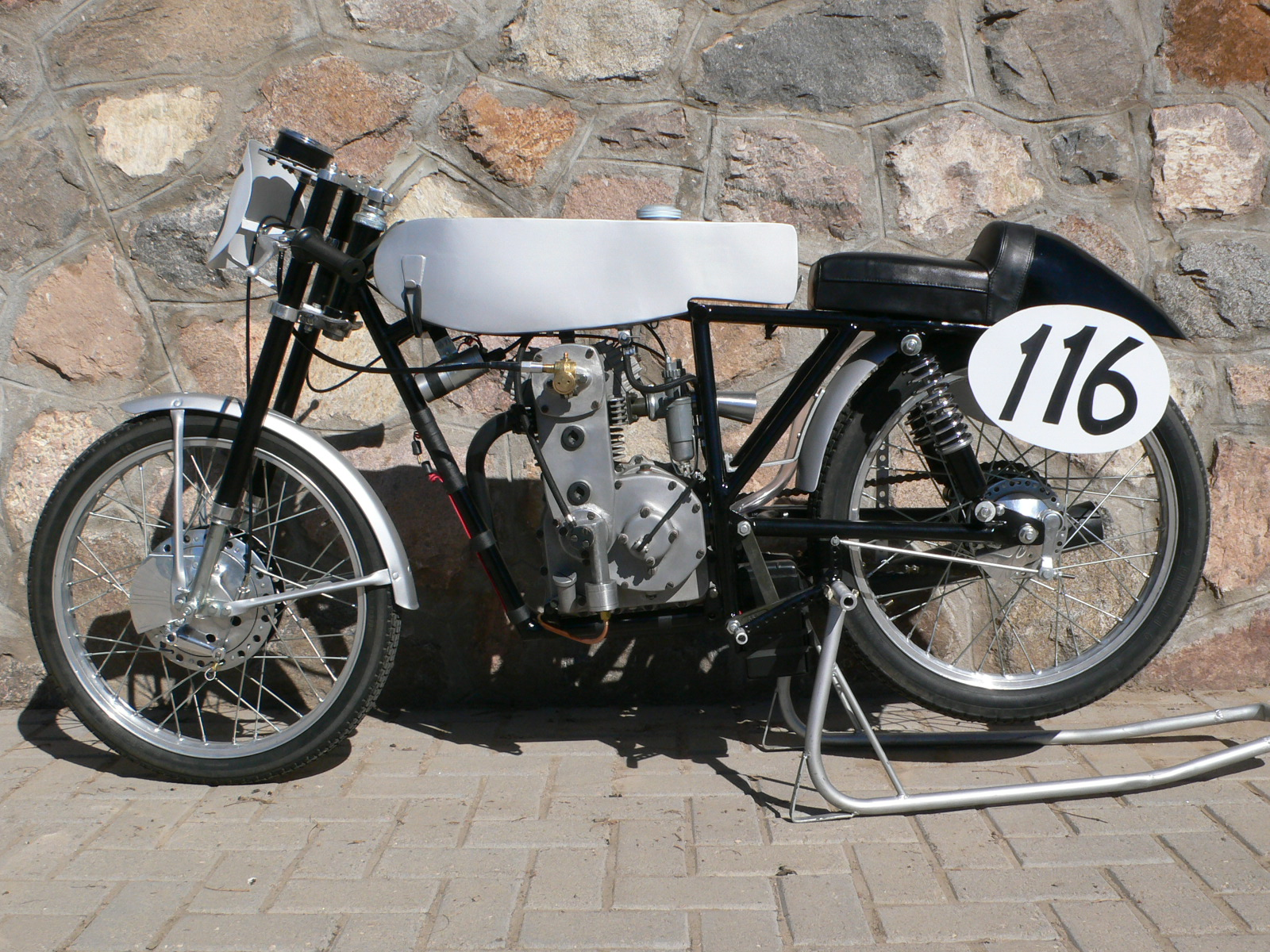
Motocicleta Gómez restaurada

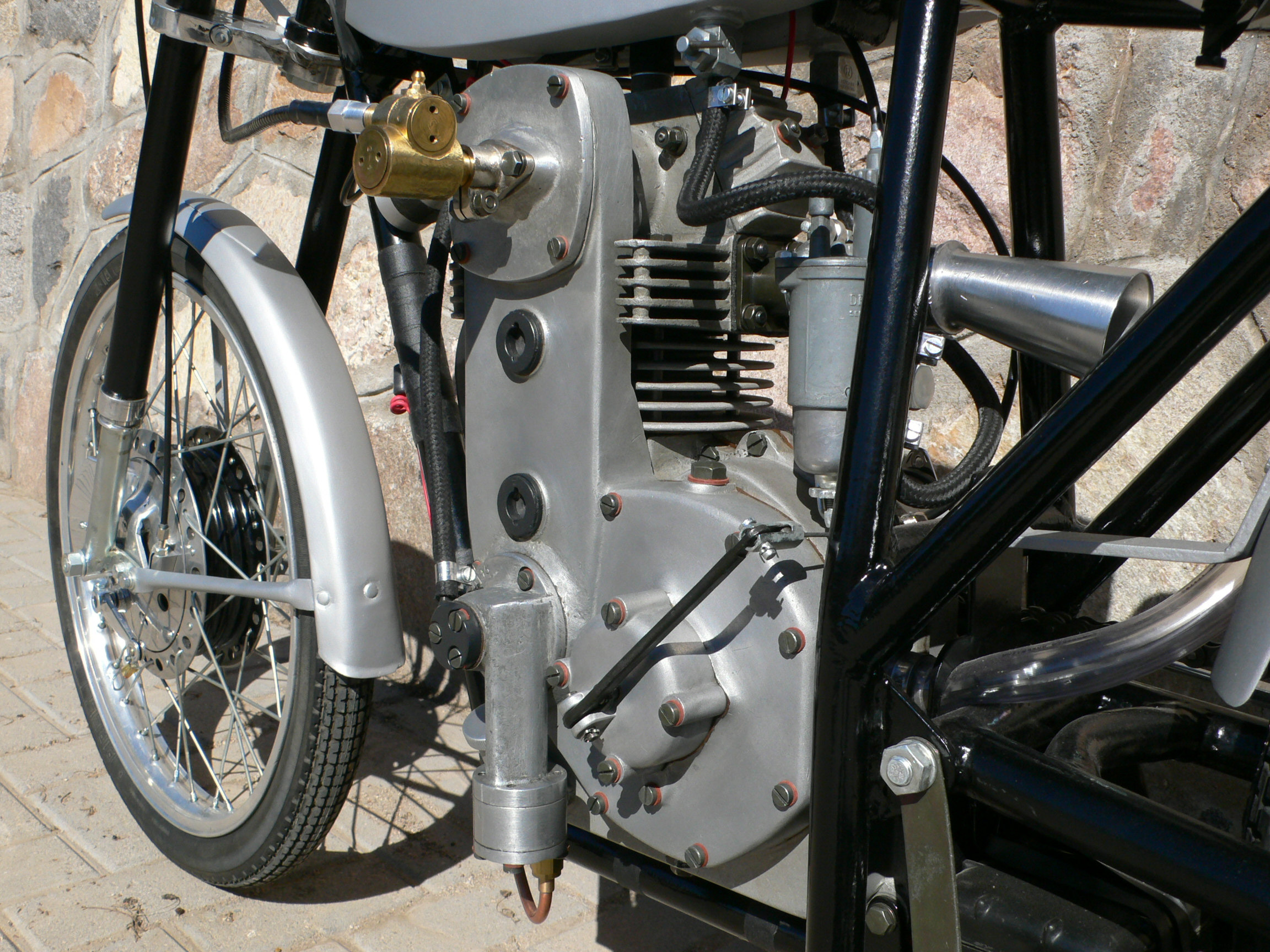
Detalle de Motor

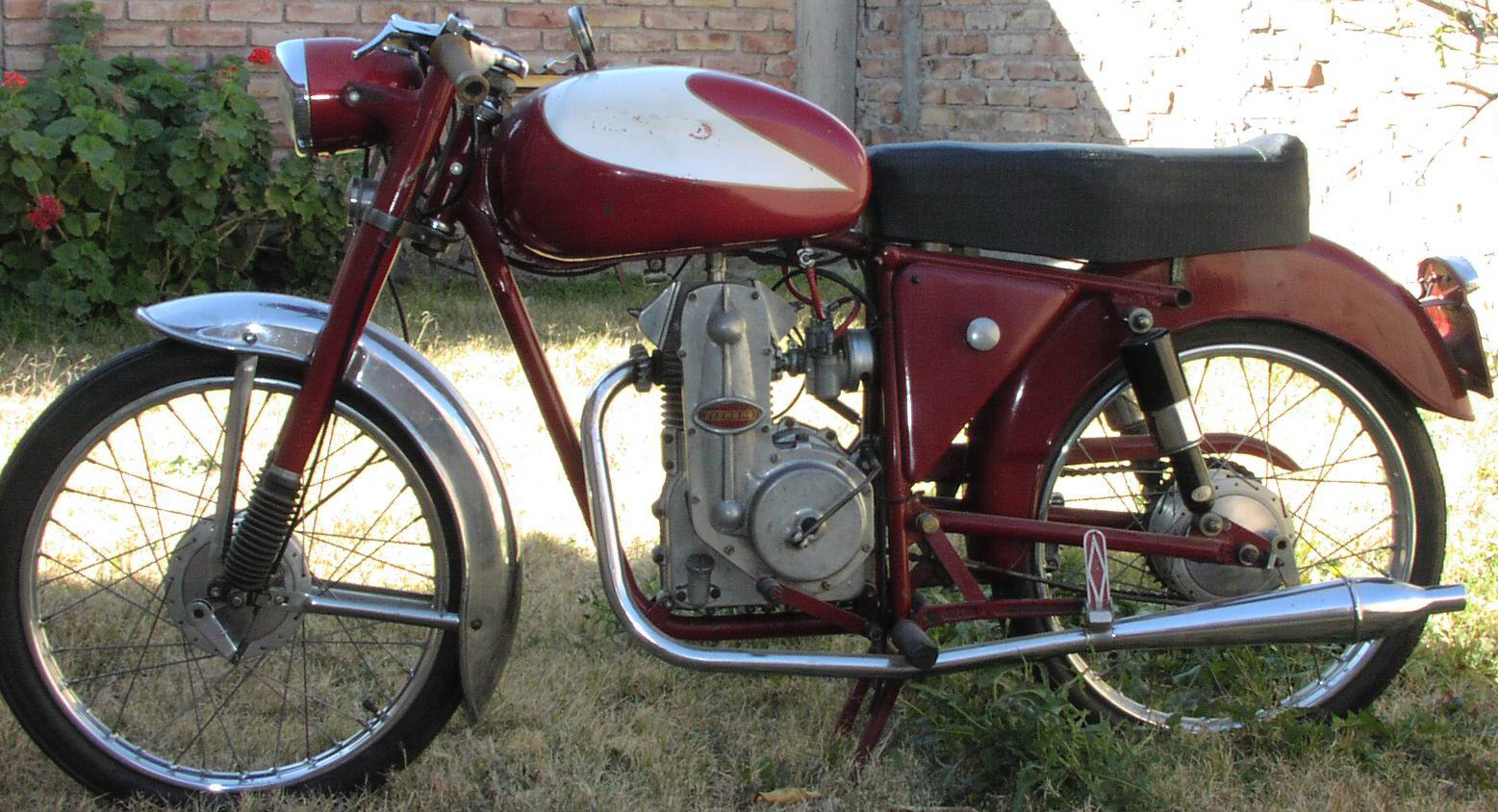
Legnano con motor Tehuelche distribución a cadena.

Tehuelche fue un modelo de motocicleta de diseño argentino presentada al público en marzo de 1957, y fabricada hasta mediados de 1964. 
Fue la “Tehuelche” un verdadero orgullo nacional, no obstante quedó en el olvido de las sucesivas generaciones de argentinos.
Si bien hubo en el país otros intentos, en su mayoría frustrados, de fabricar una moto nacional, la Tehuelche fue la única que tuvo una continuidad seriada en sus siete años de producción. De diseño completamente propio, copia de ninguna, esta moto competía en el plano local con otras motos “argentinas”, pero que eran fabricadas bajo licencia de motos europeas, como por ejemplo: Puma Primera , Segunda (Guericke), Zanella (Ceccato), Gilera, entre otras marcas.
Esta moto se distinguía tanto por el característico sonido de la cascada de engranajes de la distribución, como por sus excelentes logros en su carrera deportiva.

## Comienzo

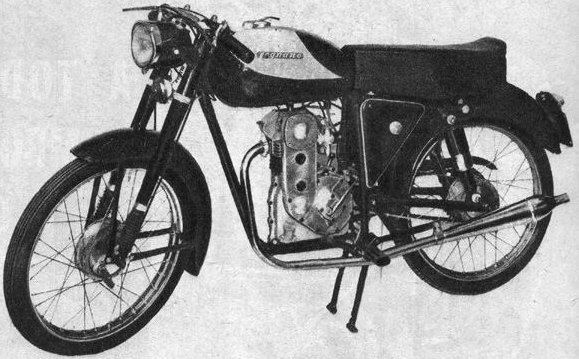
Legnano motor Tehuelche distribución a engranajes.

Sus ideólogos, diseñadores y fabricantes fueron Juan Raffaldi y Roberto Fattorini. Ellos llegaron a nuestro país desde Italia en el año 1949, después de la Segunda Guerra Mundial, junto con Carlo Preda, otro amigo y socio para el proyecto. A diferencia de otros, traían dinero y maquinaria para invertir en la incipiente “Industria Argentina”, en especial en el campo motociclístico, alentados por amigos que ya estaban instalados en estas tierras.
En el transcurso de 1955 y después de trabajar durante años en el diseño de una moto para su fabricación en serie, Raffaldi crea un motor de cuatro tiempos de 50 cc, un poco inusual para la época, con distribución por árbol de levas a la cabeza, comandado por una cascada de engranajes, sin bomba de aceite, totalmente de aluminio. Pronto estuvo listo para participar en carreras zonales mostrando su poderío por los buenos resultados que lograba.

## Fabricación
Con algunos socios encaran en el año 1956, la tarea de fabricar una moto en serie, para tal objetivo aumentan la cilindrada a 75cc con el propósito de ingresar en un nuevo segmento motociclístico. La primera sociedad duro apenas dos años y llegaron a construirse un poco más de mil doscientas motos. La nueva sociedad continúa la producción hasta la mitad del año 1964, donde se fabrican aproximadamente unas tres mil quinientas motos, llegando de esa manera a un total de casi cinco mil, de las cuales no más de doscientas sobreviven y unas setenta están en funcionamiento.

## Final
Los factores que determinaron el final de su construcción fueron variados: por un lado la inflación: por ejemplo la carne vacuna en el año 1959 subió 250%. Por otro, la inestabilidad constitucional: los continuos cambios de gobierno no aseguraban estabilidad en ningún aspecto.
Cansados de lidiar con estas circunstancias, Raffaldi y Fattorini deciden irse de la sociedad. Se instalan en un taller propio donde se dedican a preparar estos motores para motos de competición y atender su clientela en general. Allí fabrican la “tapa 100”, que se trataba de una tapa de cilindro más grande y con mayor refrigeración. También le incorporan una bomba de aceite, distribución por cadena y otros detalles que mejoraron las prestaciones de la motocicleta.

## Modelos
En sus casi siete años la moto se modificó estéticamente en lo que respecta a pinturas y calcomanías, apareció el modelo Sport y Súper Sport, este último con velocímetro. También como los fabricantes de la segunda sociedad tenían los derechos de importación de la moto Legnano, incorporan un modelo de la moto Tehuelche llamado “Legnano” con el objetivo de aumentar las ventas. Este modelo apareció en el mercado con otro tanque de combustible y pintado de rojo y blanco. Llegando al final de producción se decide utilizar la distribución del árbol de levas comandado por cadena.

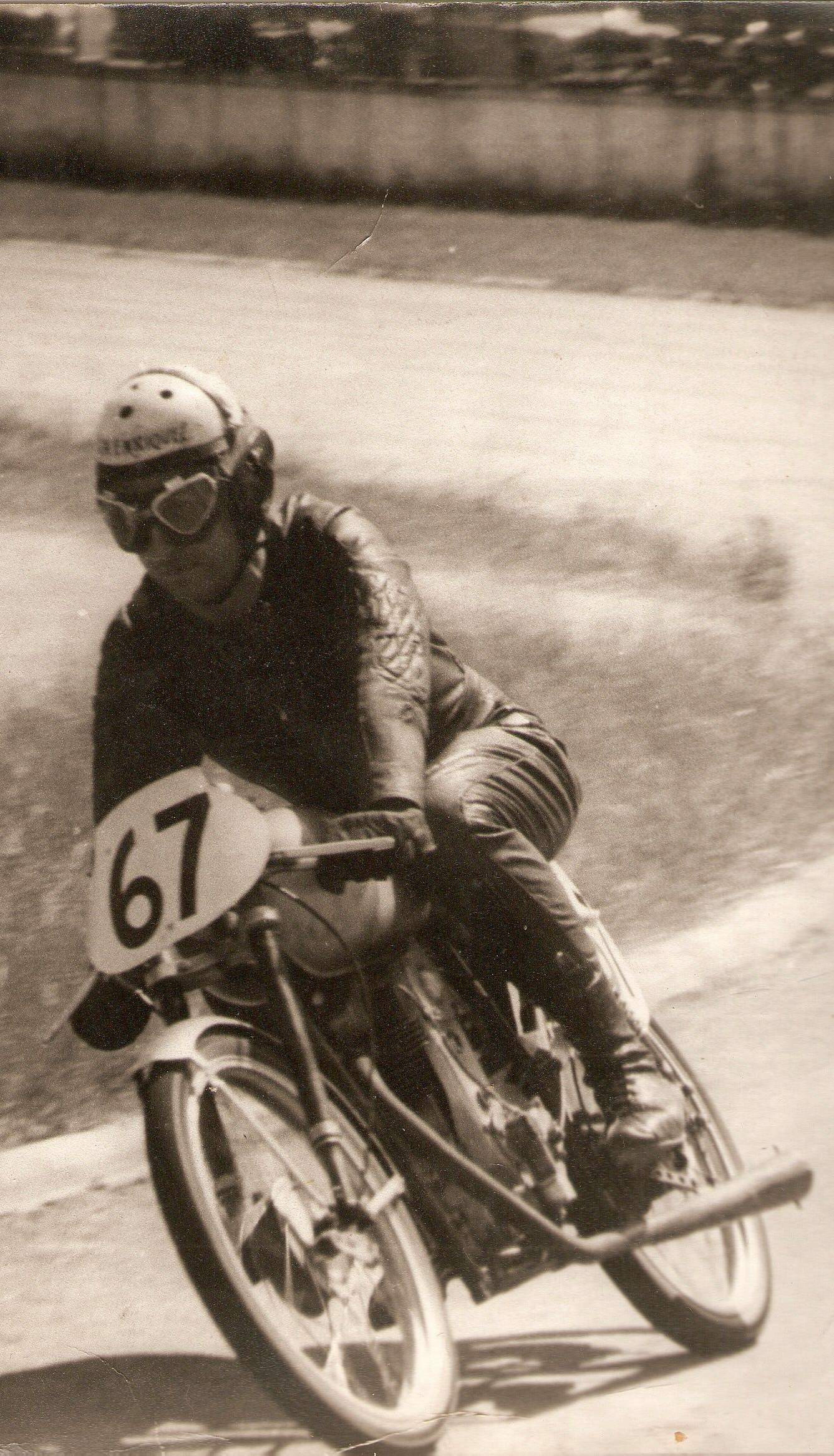
Tehuelche con Jaime Enriquez 1963
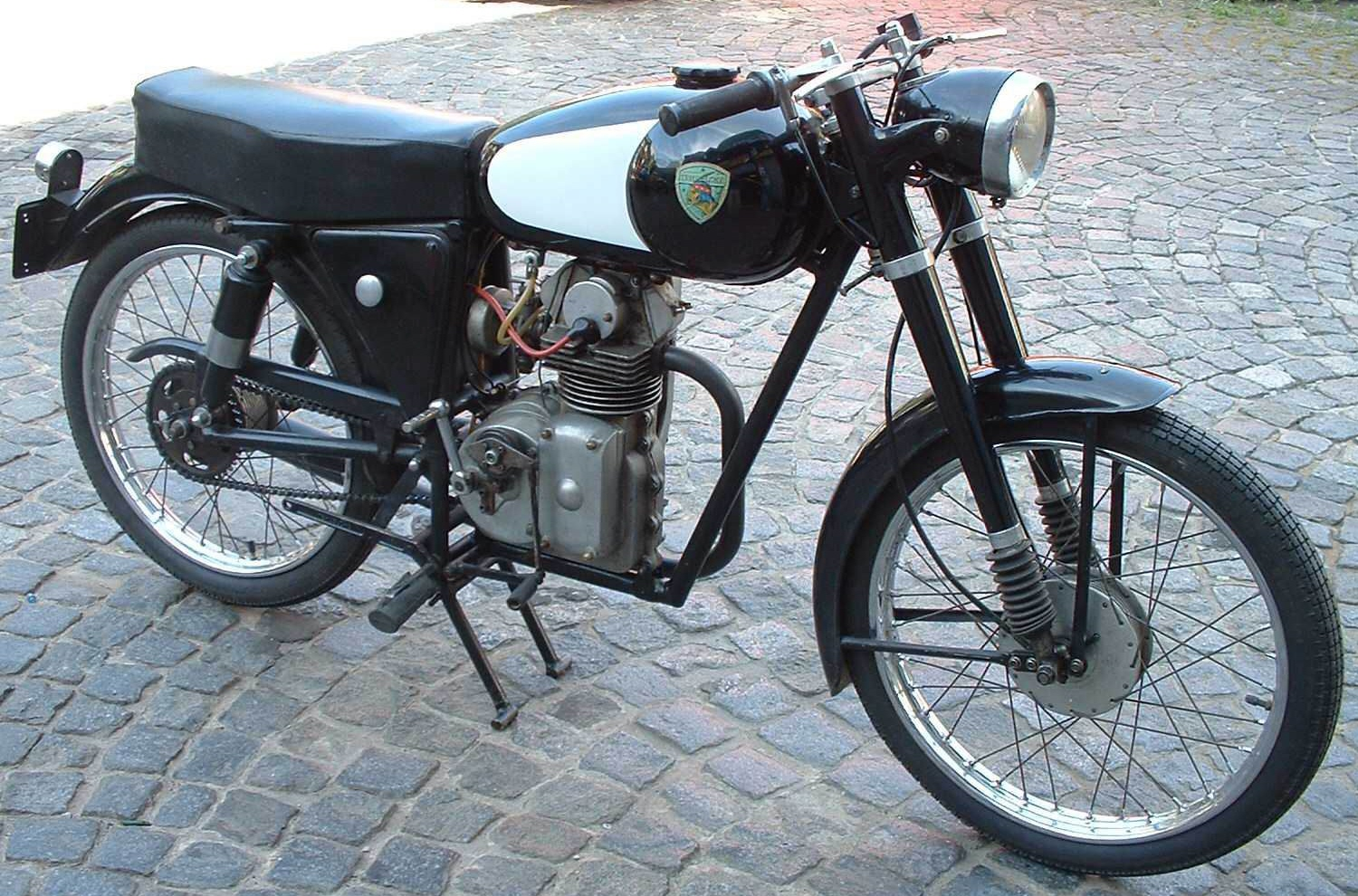
Tehuelche modelo 1957
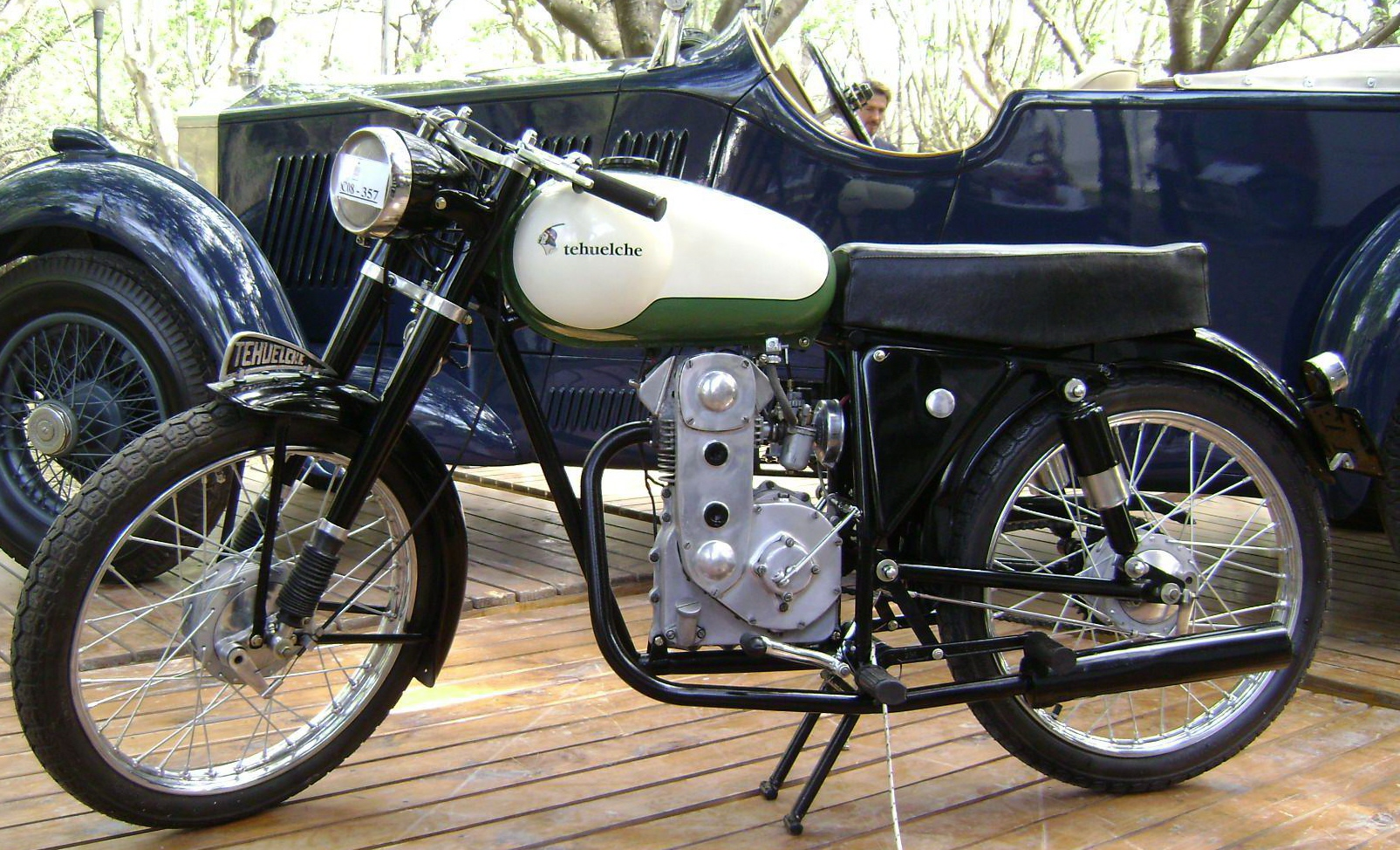
Tehuelche modelo 1960
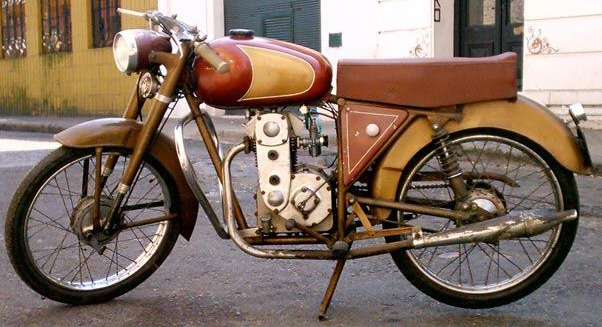
Tehuelche Super Sport 1963
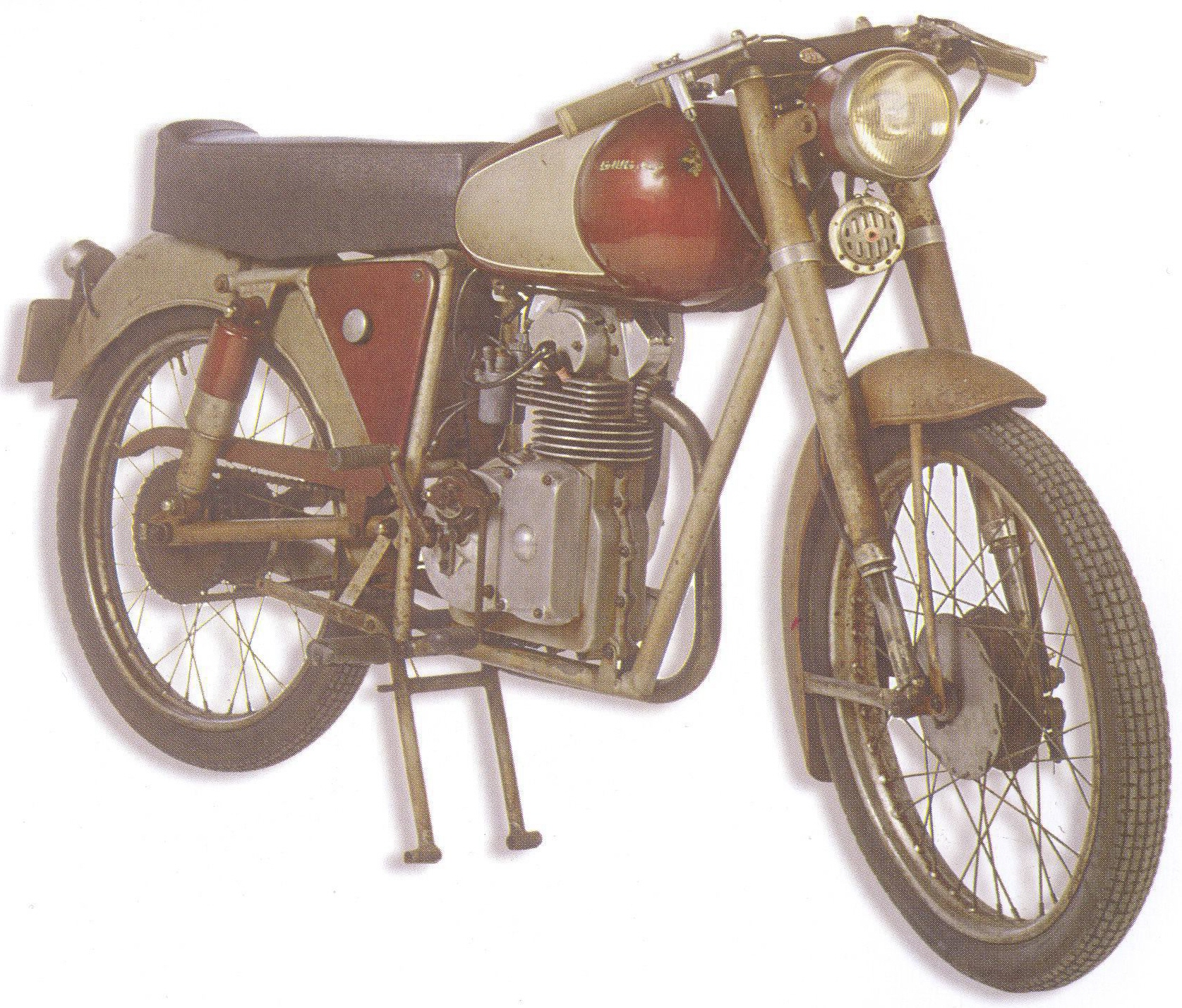
Tehuelche Super Sport modelo 1963

## Características técnicas

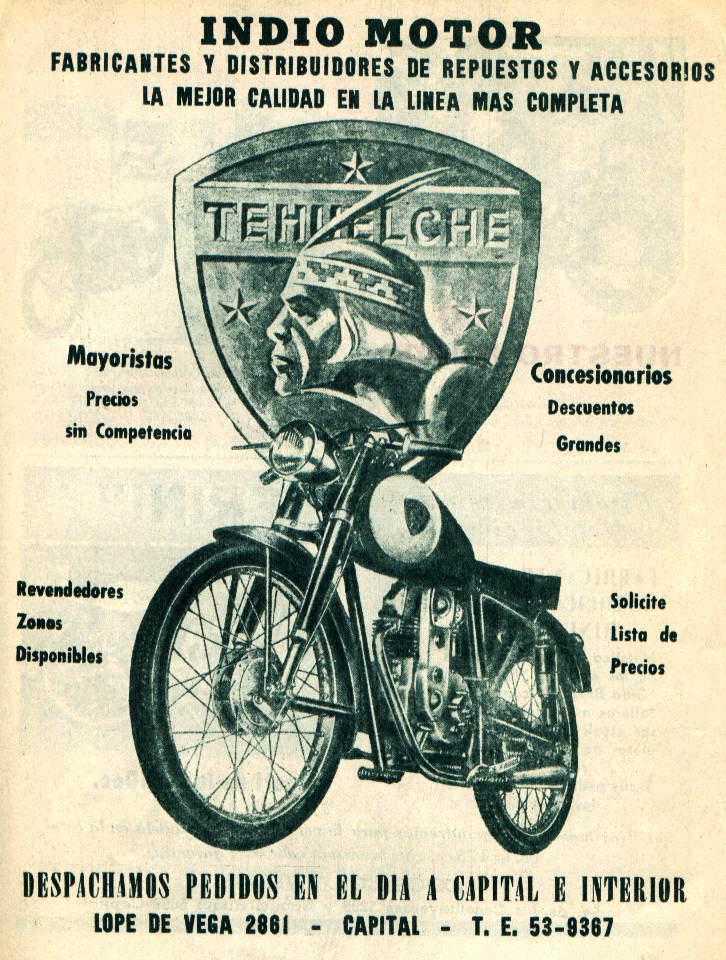
Tehuelche propaganda 1957.

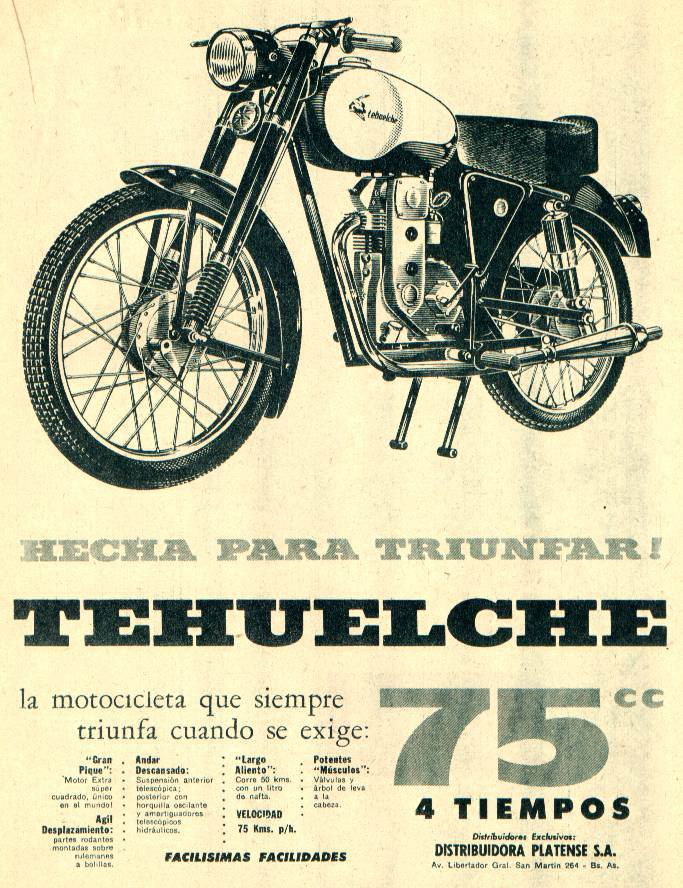
Tehuelche propaganda 1960.

- Motor: Monocilindrico a ciclo de 4 tiempos.
  - Refrigeración: por aire
  - Diámetro del cilindro: 48 mm
  - Carrera del pistón: 41 mm
  - Cilindrada: 75 cm³
  - Relación de Compresión: 6,5 a 1
  - Potencia: 4,75 HP
  - Régimen de Potencia Máxima: 6500 r. p. m.
  - Consumo aproximado: 1 L de combustible cada 50 km
  - Distribución: árbol de levas en cabeza del cilindro comandado por cascada de engranajes (hasta fines del año 1963) y comandado por cadena (fines de 1963 hasta mediados de 1964)
  - Válvulas: en cabeza dispuestas a 90 grados accionadas por balancines
- Lubricación: con aceite en el cárter, sistema de salpicado por medio de una aguja en la biela (cucharita), circulación automática en caja de cambios, embrague y distribución, (sin bomba de aceite)
  - Capacidad de aceite en el cárter: ½ litro
- Embrague: monodisco en baño de aceite
- Caja de velocidades: de 3 marchas
  - Relaciones:
    - 1.ª 2,628
    - 2.ª 1,542
    - 3.ª 1

  - Relaciones de velocidad:
    - 1.ª velocidad: 28 km/h
    - 2.ª velocidad: 48 km/h
    - 3.ª velocidad: 74 km/h
- Alimentación: carburador Dellorto MA16 (fabricado bajo licencia en el país)
  - Diámetro del difusor: 16 mm
  - Chicler de alta: #70
  - Chicler de baja: #30
  - Pulverizador: 260
- Bastidor: en tubos de acero soldados
  - Ruedas: llantas de acero, de 18” × 1 3/8
  - Neumáticos (delantero y trasero): 18 × 2 ¼
  - Presión de inflado:
    - Delantera: 22 libras
    - Trasera: 28 libras

  - Capacidad tanque de combustible: 10 L con reserva incluida.
- Peso total de la motocicleta: 66 kg

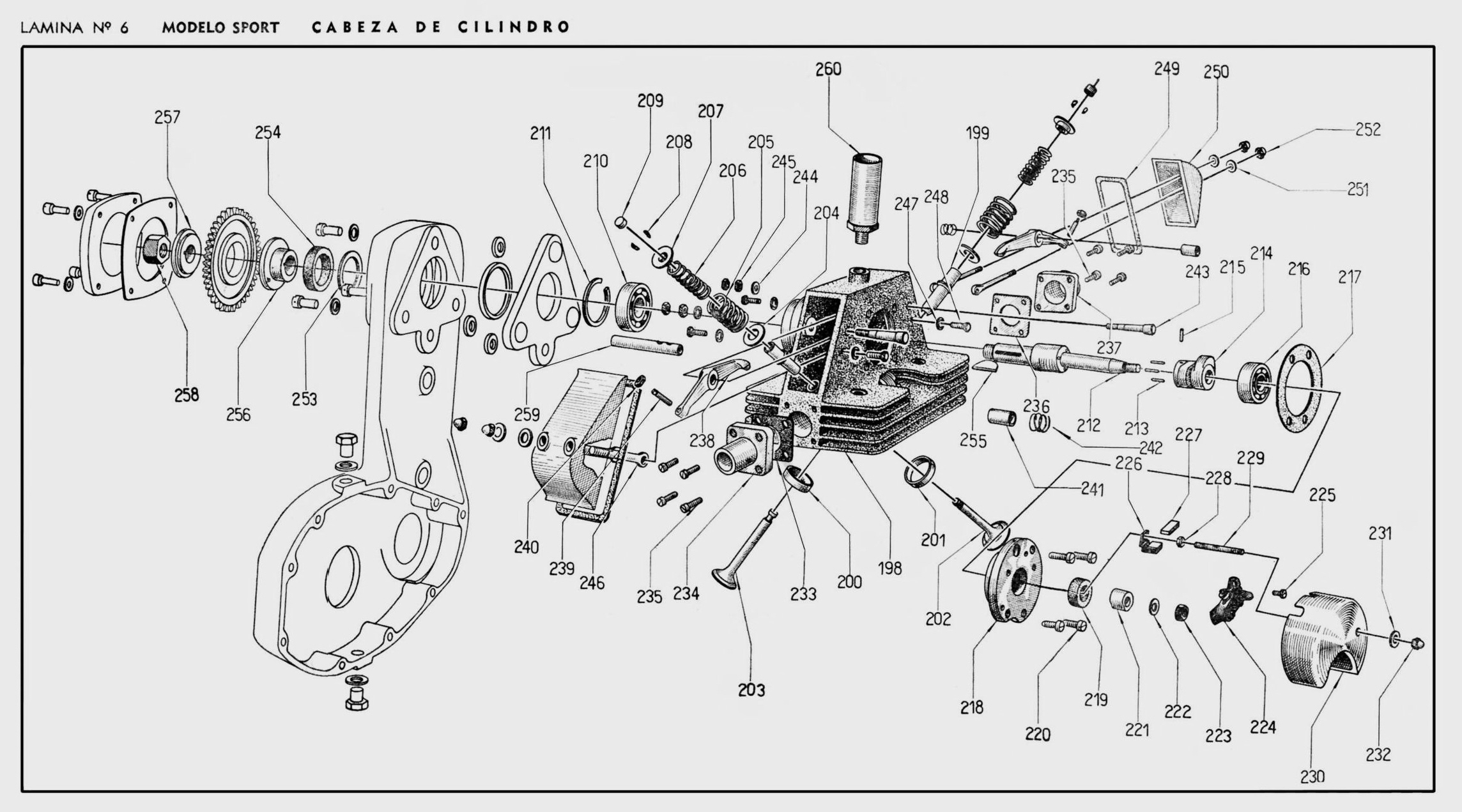
Tehuelche despiece cabeza de cilindro
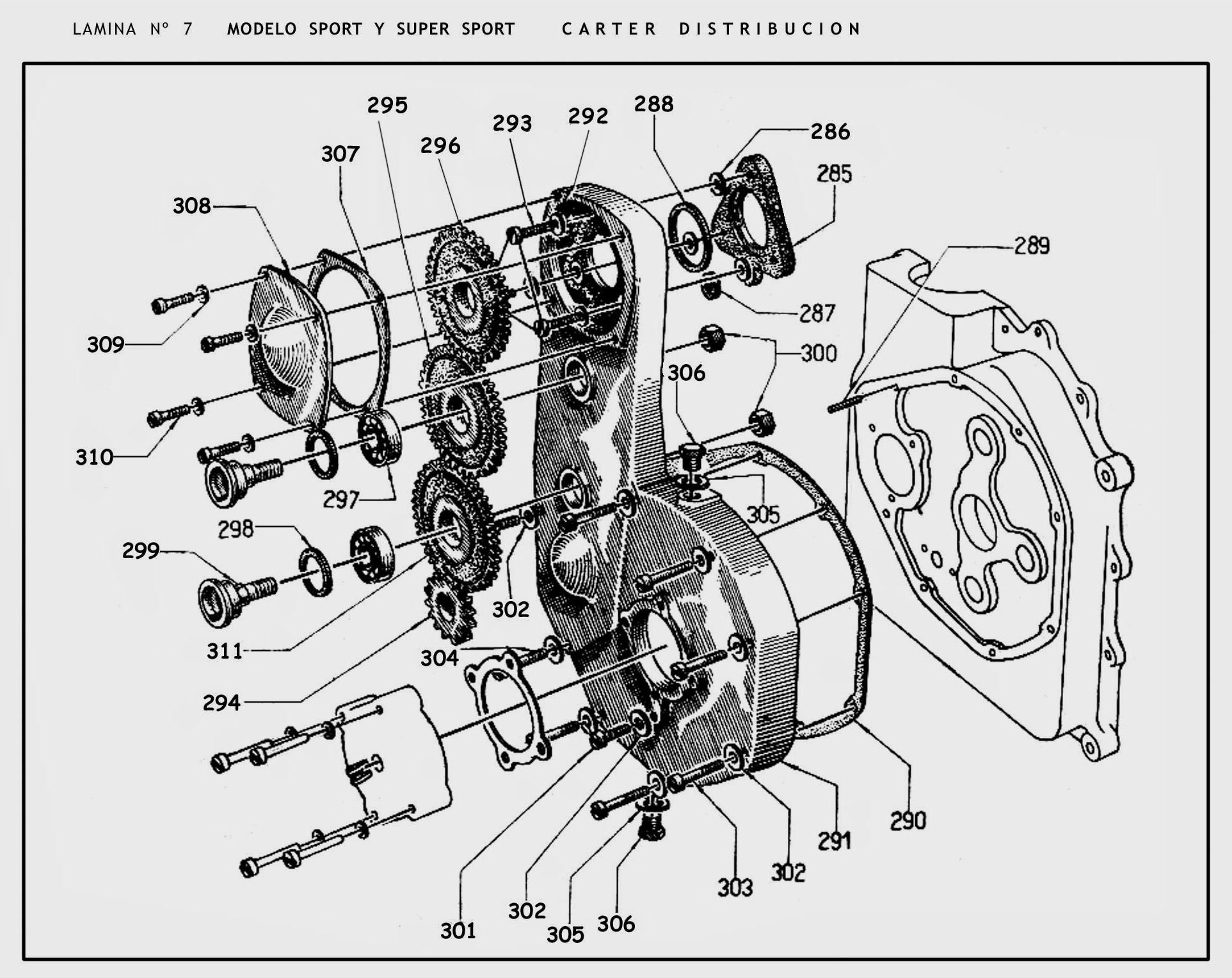
Tehuelche despiece carter distribucion
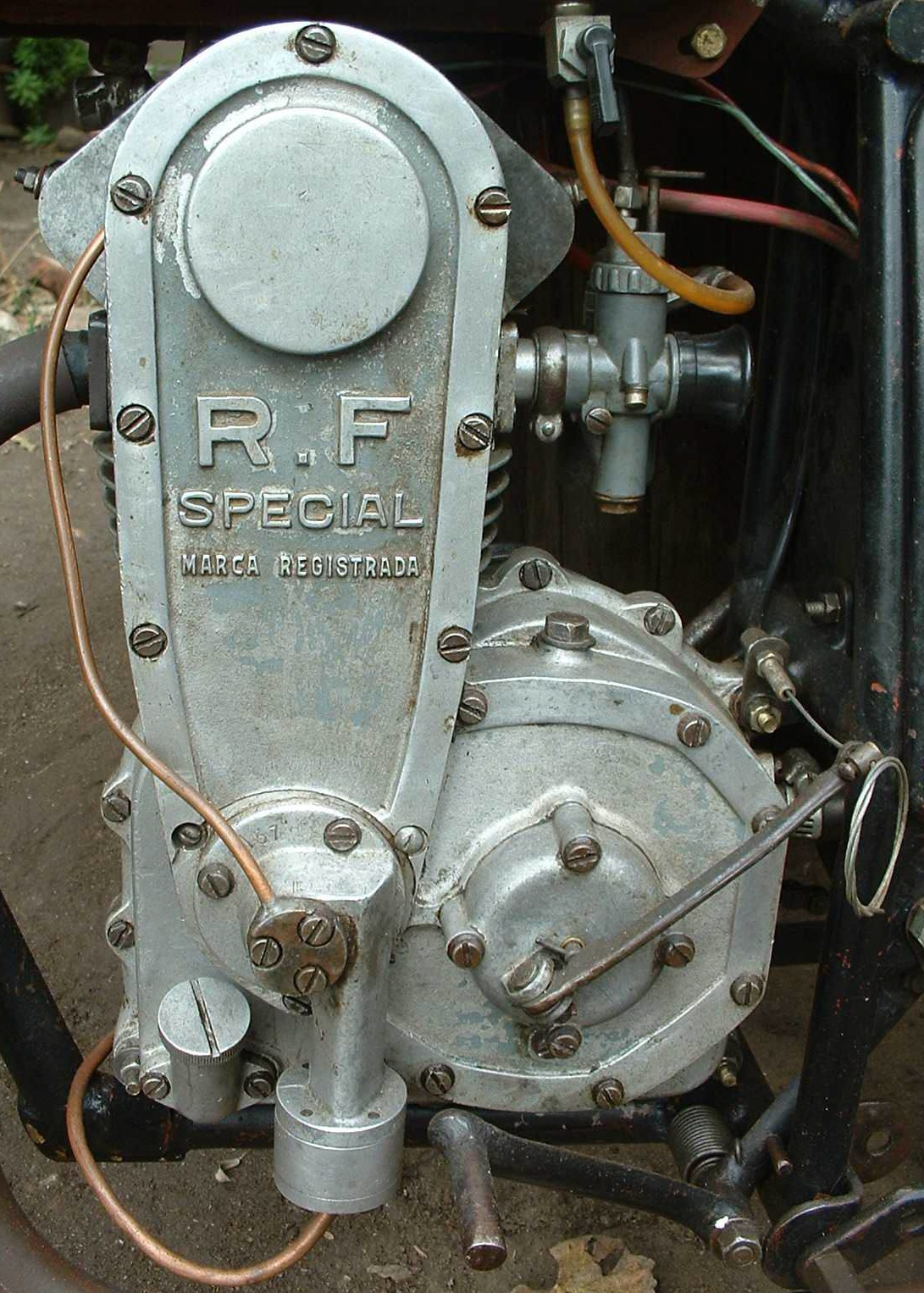
Tehuelche Kit de distribución cadena y bomba de aceite
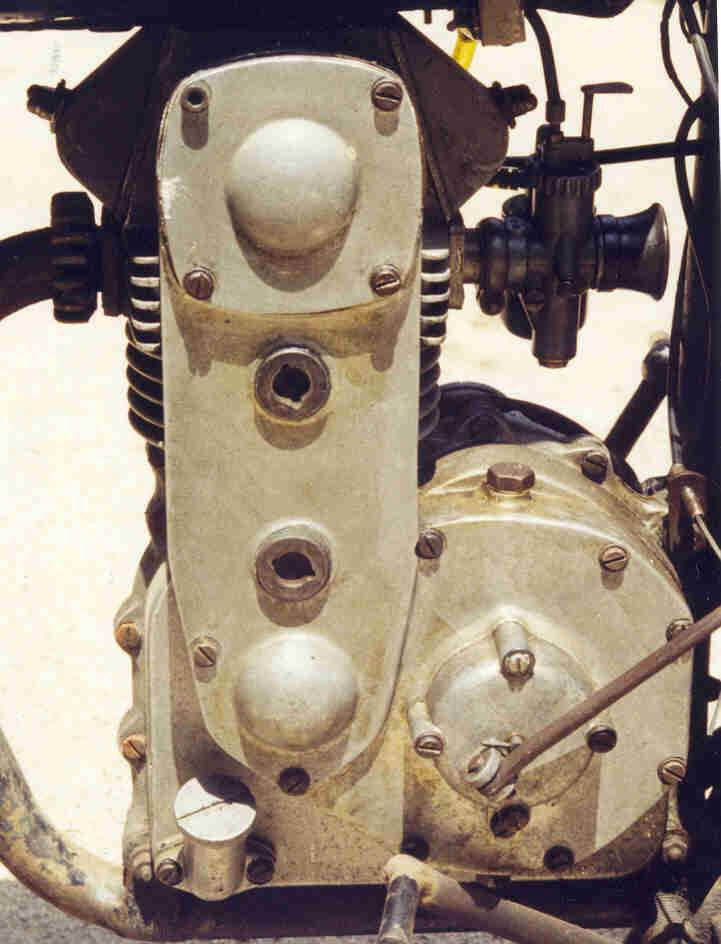
Tehuelche motor lado distribución
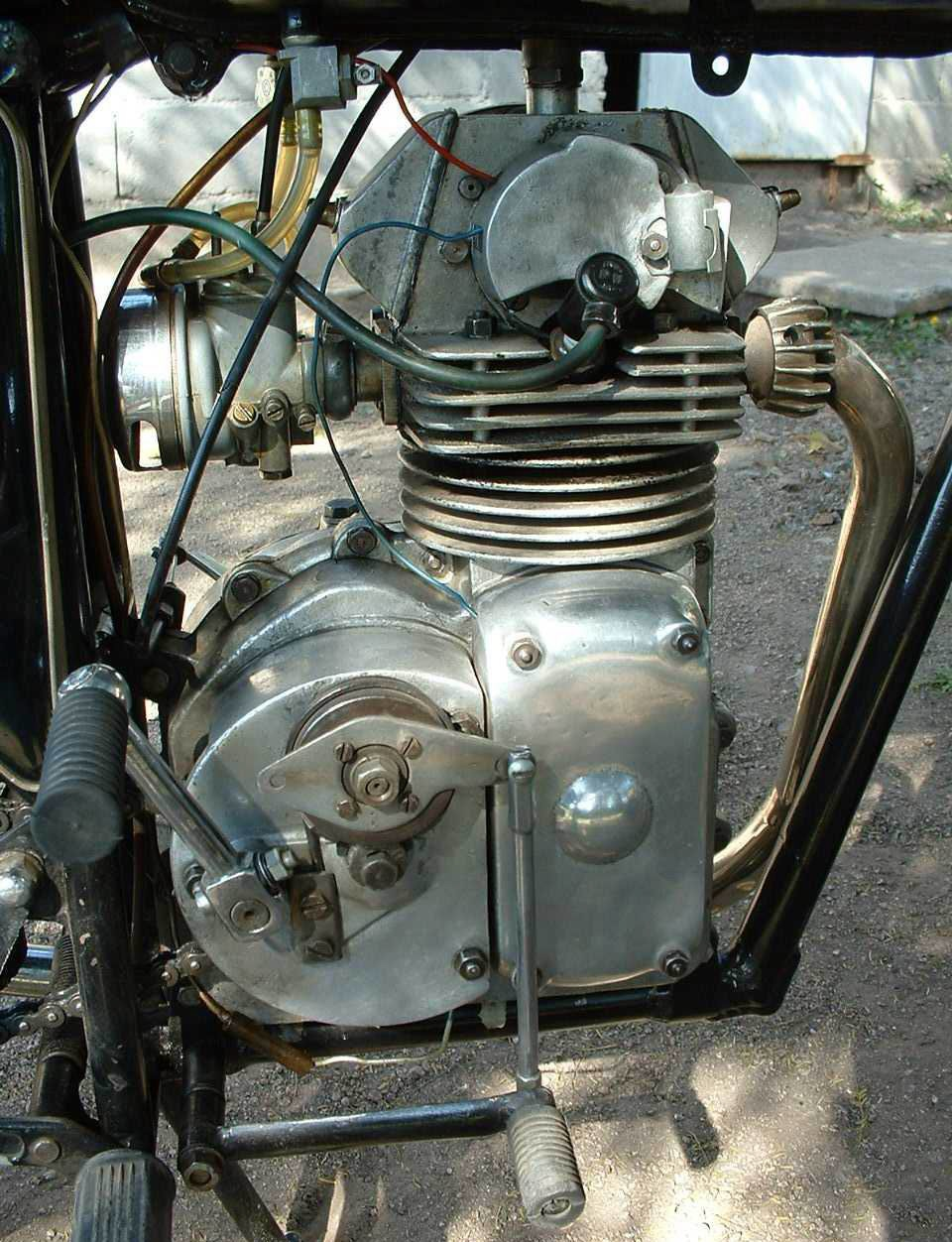
Tehuelche motor lado selector de cambios
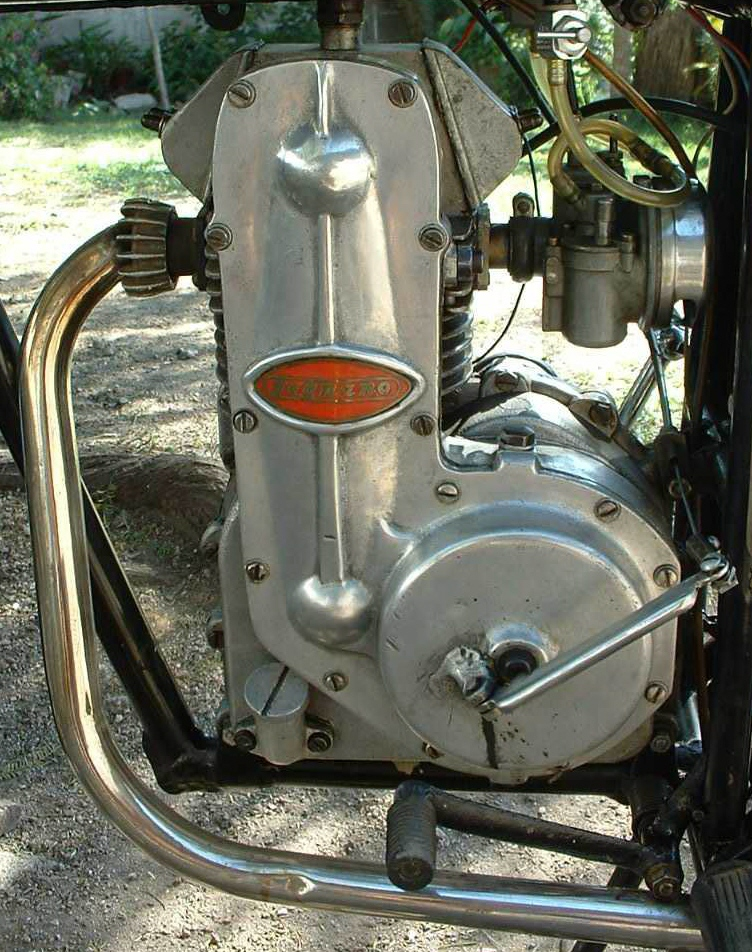
Tehuelche-Legnano motor distribución a cadena